# Compared to What
«Compared to What» — внеальбомный сингл американской хардкор-группы Off!, выпущенный в 2011 году на лос-анджелесском лейбле Southern Lord, специализирующемся на метале.  Сингл вышел в виде семидюймового винилового picture disc трёх цветов: чёрного и красного, на обложке которых был изображён бунт в Лос-Анджелесе, и синего, на обложке которого был изображён левый кед. Последний вариант был сделан специально для продажи во время тура.
Оформление сингла взял на себя арт-директор Southern Lord Аарон Эдж, вместо Рэймонда Петтибон, который сотрудничал с Off! в оформлении других их записей.
Песня «Compared to What» в оригинале является песней протеста (англ. protest song) в стиле джаз-соул афро-американского певца Джина Макдэниелса, написанной им в конце 1960-х. Димитрий Котс и Кит Моррис полностью переписали музыку для песни, оставив лишь оригинальные слова.
Бисайдом сингла была выбрана песня «Rotten Apple», автором которой значится Си Тинкер.

## Список композиций
1. «Compared to What» (музыка - Котс, Моррис, слова - Макдэниелс)[4]
2. «Rotten Apple» (Си Тинкер)

## Участники записи
- Кит Моррис — вокал
- Димитрий Котс — гитара, продюсер
- Стивен Шейн Макдональд — бас-гитара, запись, микширование
- Марио Рабалкаба — ударные
- Эндрю Линч — ассистент инженера
- Брэд Ботрайт — мастеринг
- Аарон Эдж — дизайн[1]